# Def Dames Dope
Def Dames Dope is een Belgische meidengroep die in de jaren negentig succesvol was. 

## Carrière
Def Dames Dope werd begin jaren 90 opgericht door Larissa en Axana Ceulemans. Zij vroegen Phil Wilde en Peter Bauwens, die een muziekproductiebedrijfje vormden. Phil Wilde boekte op dat moment reeds grote successen met 2Unlimited, samen met Jean-Paul Decoster. De act van Def Dames Dope werd hierna gecomplementeerd met vier danseressen. In de zomer van 1993 wonnen ze de Radio 2 Zomerhit met Ain't Nothing To It.
In Zuid-Afrika toerde de groep in het voorprogramma van Latoya Jackson. Def Dames Dope haalde de hitlijsten in Tsjechië, het Verenigd Koninkrijk, Frankrijk, Canada en Israël. In 1995 bracht de band een tweede album uit, waarop zangeres Axana Ceulemans de teksten verzorgde.
In het tweede seizoen van de tv-reeks De Familie Backeljau heeft de groep op het einde van aflevering 26 (Luchtbal Rock) een prominente rol.
Na de gloriejaren van 1993 tot 1996, volgde een rustperiode van 6 jaar. In de zomer van 2002 bracht Def Dames Dope (met Snake, TRS, H2O en Tabasco) nog een reünie-single Beep Beep uit zonder medewerking van Wilde & Bauwens. De single werd geen groot succes. Op 10 april 2010 stond de groep met z'n vijven (Snake, Can-D-Cash, TRS, H20 & Tabasco) op het podium in Hasselt tijdens I love the 90's.
In 2016 kondigden de zussen Ceulemans een comeback aan, met nieuw materiaal. Behalve de zussen geven twee dansers de vernieuwde groep vorm. Hun naam wordt sindsdien geschreven als "Def Dames Dope®". In 2019 hield de groep er opnieuw mee op en gaf ze een afscheidstournee.

## Zangeressen
In het begin bestond de groep uit de zussen Larissa (Can-D-Cash) en Axana Ceulemans (Snake) en danseressen Ingrid Gerits (H2O) en Edith Verlinden (Tabasco).
Na het huwelijk van Larissa met Berre Bergen, op dat moment de basgitarist van De Kreuners, stapte ze uit de groep om de groep House Of Fun op te richten. Zij werd vervangen door Yousra Lemaire (TRS). Na enkele jaren hield ook Yousra het voor bekeken en werd zij vervangen door Barbara De Jonge (BB). Die laatste gaf er al na enkele maanden de brui aan, wat destijds dan ook het einde betekende voor de groep.
In 1999 richtten Axana en Larissa een nieuwe groep, So'Da, op met twee andere zangeressen. Ze brachten twee singles uit, maar konden het succes van Def Dames Dope niet evenaren. Axana verzorgde hierna de choreografie voor K3 en zetelde in de jury van het programma K2 zoekt K3, waarin men op zoek ging naar een vervangster voor Kathleen.

### Overzicht
- Axana Ceulemans aka Snake (22 juli 1970)
- Larissa Ceulemans aka Can-D-Cash (13 mei 1968)
- Yousra Lemaire aka TRS
- Barbara De Jonge aka BB
- Ingrid Gerits aka H2O (12 augustus 1969)
- Edith Verlinden aka Tabasco (8 juni 1969)

## Discografie

### Albums
- It's a girl (1993)
- Wicked & Wild (1995)

### Singles
- It's Ok, All Right (1992)
- Ain't nothing to it (1993)
- Havin' a good time (1993)
- Don't Be Silly (1994)
- Full time lover (1994)
- The DDD unity megamix (1994)
- Out of my mind (1994)
- Show me what U got (1995)
- Feel free (1995)
- Take your time (1995)
- Never givin' in (1995)
- Join the party (1996)
- Beep Beep (2002)
- Wind your body (2016)
- Drop It Down Low (Bailando) (2017)

## Discografie
| Single met eventuele hitnotering(en) in de Nederlandse Top 40 | Datum van verschijnen | Datum van binnenkomst | Hoogste positie | Aantal weken | Opmerkingen |
| ------------------------------------------------------------- | --------------------- | --------------------- | --------------- | ------------ | ----------- |
| It's OK, All Right                                            | 1992                  | 12-12-1992            | 10              | 9            |             |
| Ain't Nothing To It                                           | 1993                  | 05-06-1993            | 13              | 11           |             |
| Having A Good Time                                            | 1993                  | 13-11-1993            | 22              | 5            |             |

| Single met hitnotering(en) in de Vlaamse Ultratop 50 | Datum van verschijnen | Datum van binnenkomst | Hoogste positie | Aantal weken | Opmerkingen |
| ---------------------------------------------------- | --------------------- | --------------------- | --------------- | ------------ | ----------- |
| Ain't Nothin' To It                                  | 1993                  | 29-05-1993            | 1               | 17           |             |
| Don't Be Silly!                                      | 1993                  | 19-02-1994            | 3               | 13           |             |
| Feel Free                                            | 1995                  | 22-07-1995            | 11              | 13           |             |
| Full Time Lover                                      | 1994                  | 14-05-1994            | 11              | 15           |             |
| Havin' A Good Time                                   | 1993                  | 23-10-1993            | 2               | 15           |             |
| It's OK It's All Right                               | 1992                  | 09-01-1993            | 1               | 17           |             |
| Join The Party                                       | 1995                  | 15-06-1996            | 48              | 1            |             |
| Out Of My Mind                                       | 1994                  | 22-10-1994            | 9               | 13           |             |
| Show Me What U Got                                   | 1995                  | 25-02-1995            | 16              | 7            |             |
| The DDD Unity Megamix                                | 1994                  | 20-08-1994            | 16              | 8            |             |

## Hitparadenoteringen

### Singles
- It's OK, All Right (01/02/1993, nr. 1 BRT Top 30, 06/02/1993, nr. 9 Dutch charts)
- Ain't Nothing To It (16/06/1993, nr. 1 BRT Top 30, 05/06/1993, nr. 15 Dutch charts)
- Having a Good Time (13/11/1993, nr. 2 BRT Top 30, nr. 21 Dutch charts)
- Don't Be Silly (21/03/1994, nr. 3 BRT Top 30)
- Full Time Lover (14/05/1994, nr. 11 BRT Top 30)
- DDD megamix (20/08/1994, nr. 16 BRT Top 30)
- Out Of My Mind (22/10/1994, nr. 9 BRT Top 30)
- Show Me What You Got (01/04/1995, nr. 16 Belgische Ultratop 50)
- Feel Free (22/07/1995, nr. 11 Belgische Ultratop 50)
- Take your time (27/10/1995, nr. 56 Belgische Ultratop 50)
- Never Givin' in (22-12-1995, nr. 64 Belgische Ultratop 50)
- Join The Party (15/06/1996, nr. 48 Belgische Ultratop 50)

### Albums
Twee albums werden uitgebracht:
- It's a girl (1993) - (geen gegevens)
- Wicked & Wild (1995) - (23-09-1995, nr. 27 Belgische Ultratop 50, albums)